# Arima Stadium

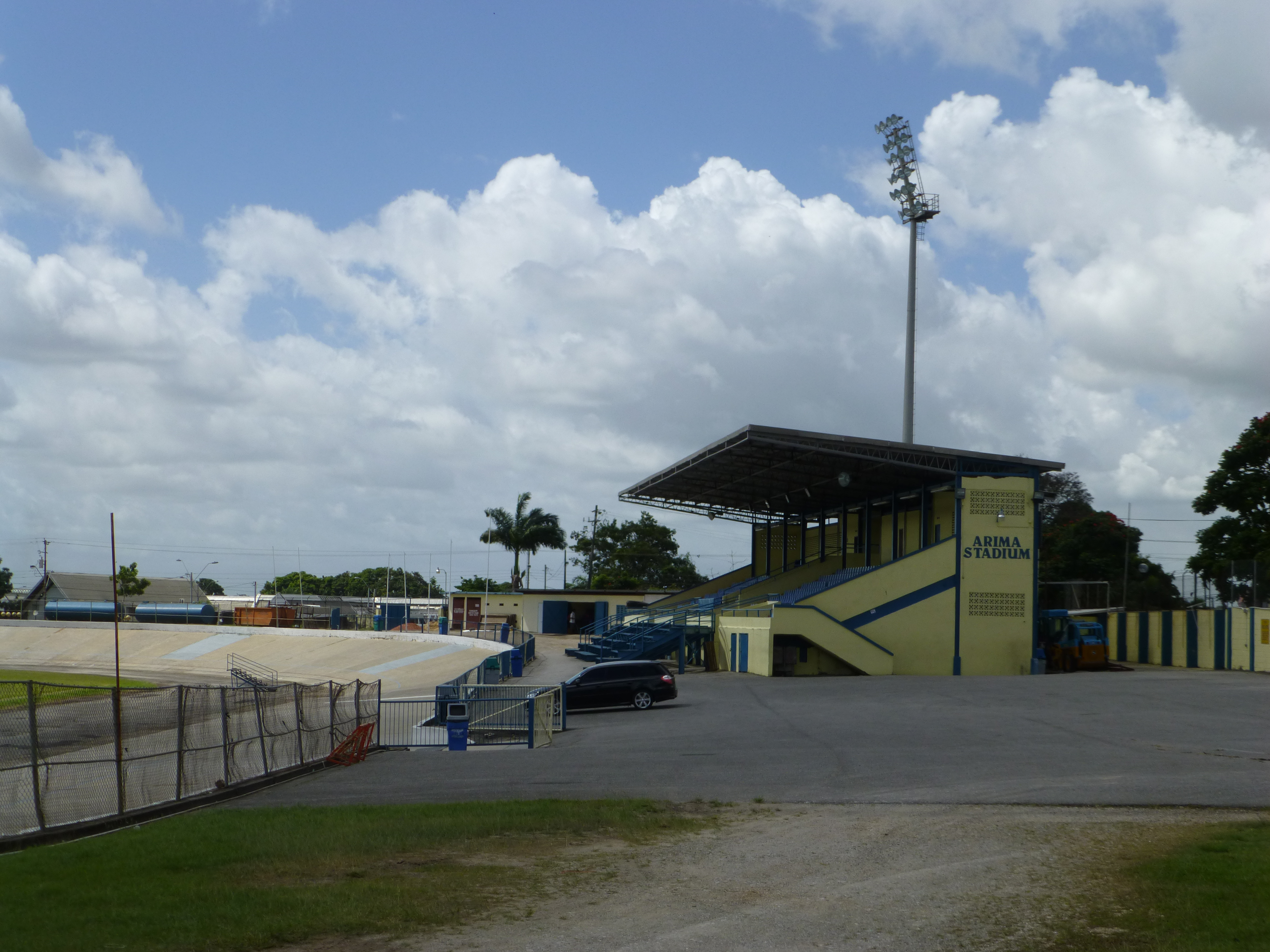
Wielka trybuna

Arima Stadium to wielofunkcyjny stadion w Arima, w Trynidadzie i Tobago. Jest obecnie używany głównie dla meczów piłki nożnej i jest domową areną klubu Arima Fire FC. Stadion mieści 9500 osób. Prawdziwa nazwa stadionu to Larry Gomes Stadium.